# Osięciny (gemeente)
Gmina Osięciny is een landgemeente in het Poolse woiwodschap Koejavië-Pommeren, in powiat Radziejowski.
De zetel van de gemeente is in Osięciny.
Op 30 juni 2004, telde de gemeente 8146 inwoners.

## Oppervlakte gegevens
In 2002 bedroeg de totale oppervlakte van gemeente Osięciny 122,99 km², waarvan:
- agrarisch gebied: 89%
- bossen: 5%

De gemeente beslaat 20,26% van de totale oppervlakte van de powiat.

## Demografie
Stand op 30 juni 2004:
| Omschrijving                   | Totaal | Totaal | Vrouwen | Vrouwen | Mannen | Mannen |
| ------------------------------ | ------ | ------ | ------- | ------- | ------ | ------ |
| eenheid                        | aantal | %      | aantal  | %       | aantal | %      |
| inwoners                       | 8146   | 100    | 4166    | 51,1    | 3980   | 48,9   |
| bevolkingsdichtheid (inw./km²) | 66,2   | 66,2   | 33,9    | 33,9    | 32,4   | 32,4   |

In 2002 bedroeg het gemiddelde inkomen per inwoner 1277,47 zł.

## Administratieve plaatsen (sołectwo)
Bartłomiejowice, Bełszewo, Bełszewo-Kolonia, Bilno, Bodzanówek, Borucin, Borucinek, Jarantowice, Karolin, Kościelna Wieś, Krotoszyn, Lekarzewice, Leonowo, Nagórki, Osięciny (sołectwa: Osięciny en Osięciny-Wieś), Osłonki, Pieńki Kościelskie, Pilichowo, Pocierzyn, Powałkowice, Ruszki, Samszyce, Sęczkowo, Szalonki, Ujma Mała, Wola Skarbkowa, Zagajewice, Zblęg, Zielińsk, Żakowice.
Zonder de status sołectwo : Konary, Latkowo

## Aangrenzende gemeenten
Bądkowo, Brześć Kujawski, Bytoń, Dobre, Lubraniec, Radziejów, Topólka, Zakrzewo